# Pierre Benoit
Pour les articles homonymes, voir Pierre Benoit (homonymie) et Benoit.
Pierre Benoit, né le 16 juillet 1886 à Albi (Tarn) et mort le 3 mars 1962 à Ciboure (Pyrénées-Atlantiques), est un écrivain français, membre de l'Académie française, dont les romans d'aventures, au premier rang desquels L'Atlantide, ont connu un succès considérable dans la première moitié du XXe siècle.
Homme de droite, parfois qualifié de réactionnaire, Pierre Benoit reflète un aspect du monde intellectuel de l'entre-deux-guerres, qu'il a marqué par son œuvre romanesque. Mêlant l'aventure et un certain érotisme, il a créé un type nouveau d'héroïne troublante, qu'il qualifiait lui-même de « bacchante » ou d'« amazone », qui hypnotise les personnages masculins et les pousse au crime ou à leur perte comme Antinéa dans L'Atlantide ou Azire dans Le Désert de Gobi.
Les romans du grand voyageur qu'est Pierre Benoit ont souvent pour cadre des pays étrangers, voire exotiques pour les lecteurs de son époque : L'Atlantide (1919), l'Algérie ; Le Lac salé (1921), les États-Unis ; La Chaussée des géants (1922), l'Irlande ; La Châtelaine du Liban (1924), la Syrie ; Le Roi lépreux (1927), le Cambodge et Angkor…

## Biographie

### Les années de jeunesse

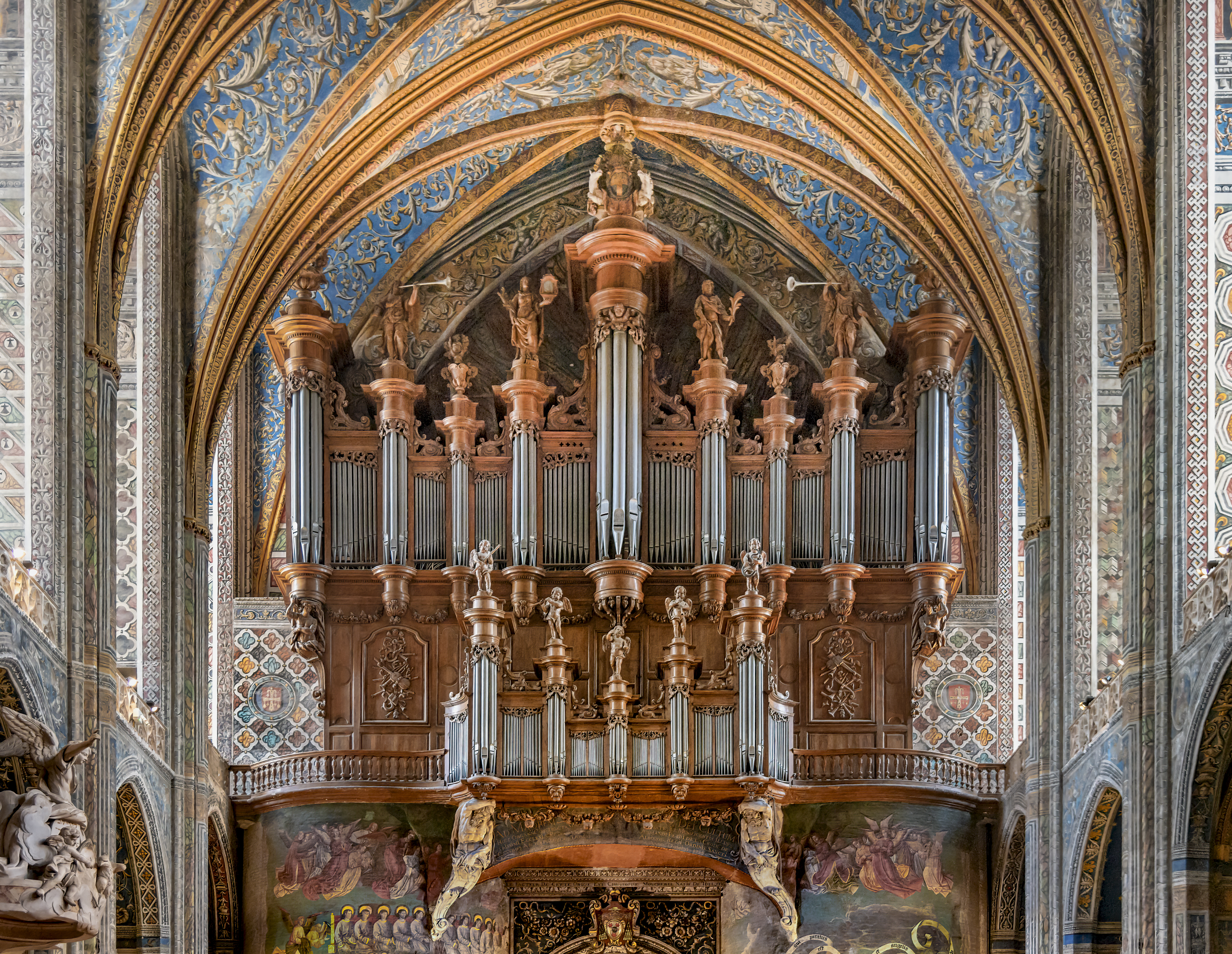
Orgue de la cathédrale Sainte-Cécile d'Albi.

Il est le fils de Marie-Joseph-Ferdinand-Gabriel Benoit (1852-1915) et Claire-Marie-Eugénie Fraisse; mariés à Dax le 11 août 1885. Gabriel Benoit, engagé en novembre 1870 et nommé sous-lieutenant dans un régiment d'infanterie, est promu lieutenant en 1876 puis capitaine en 1884. Il intègre ensuite le corps de l'intendance en 1888, comme adjoint à l'Intendance, puis est promu sous-intendant de 3e classe en 1891, de 2e classe en 1899 et enfin de 1re classe en 1907. Il était officier de la Légion d'honneur.
Pierre Benoit est né à Albi, où son père est alors en garnison. Bien qu'il n'y ait vécu que la première année de son existence, Benoit estimait avoir conservé un lien privilégié avec cette ville, et surtout avec sa cathédrale, en laquelle il voyait l'une des sources de son inspiration romanesque. C'est ainsi qu'il expliquera dans un texte de 1956 qu'« une parabole n'aura jamais cessé de hanter [son] imagination : celle des vierges folles et des vierges sages » :
« Elles étaient là, peintes au faîte de ma cathédrale, ce matin de juillet 1886 où l'on déposait le sel du sacrement de rédemption sur les lèvres de l'enfant dont les yeux n'étaient même pas encore ouverts à la lumière. S'il ne pouvait, lui, les contempler, elles l'avaient, elles, déjà entrevu. Elles savaient que le temps n'était plus loin où il ne vivrait plus que pour elles. Pour le meilleur et pour le pire, elles seraient, les unes et les autres, ses inséparables compagnes, les animatrices, faibles ou fortes, des intrigues qu'elles seraient par lui chargées de dénouer, à bon ou à moins bon escient. »
Il accompagne ensuite son père, affecté à partir de 1887 en Afrique du Nord (en Tunisie puis en Algérie, où il poursuit ses études au grand lycée d'Alger). En 1907, après avoir accompli son service militaire (en Algérie toujours), il se rend à Montpellier, où il prépare une double licence de lettres et de droit, puis à Sceaux, où il devient maître d'internat. C'est à cette époque qu'il découvre, en assistant à leurs conférences, Charles Maurras et Maurice Barrès, qui deviennent, et resteront, ses maîtres à penser.
Licencié ès lettres, il échoue de peu à l’agrégation en 1910 mais est reçu au concours du ministère de l'Instruction publique et des Beaux-Arts : il est nommé agent dans le sous-secrétariat aux Beaux-Arts, puis bibliothécaire au ministère de l’Instruction publique. Il publie à la même époque ses premiers poèmes, pour lesquels il obtient un prix de la Société des gens de lettres. Il sera en revanche moins heureux avec la publication du recueil Diadumène (1914) : en dix ans, il ne s'en écoulera que cinq exemplaires, vendus à un acheteur unique, le mécène André Germain, directeur de la revue poétique Le Double Bouquet.
Mobilisé au début de la Première Guerre mondiale, Benoit tombe gravement malade après la bataille de Charleroi : il passe plusieurs mois à l'hôpital, puis est démobilisé. Cette expérience du front aura toutefois été suffisamment traumatisante pour transformer en pacifiste convaincu le jeune homme qui, dans une lettre qu'il envoyait à sa mère en 1914, lui confiait son enthousiasme à l'idée de participer à une « guerre sainte. »
Il retrouve après l'armistice ses compagnons d'avant-guerre : Francis Carco, Roland Dorgelès et Pierre Mac Orlan, avec lesquels il fonde une association : « Le Bassin de Radoub » (Henri Béraud en fait également partie), qui se propose notamment de récompenser le plus mauvais livre de l'année. Le prix en est, pour l'auteur de l'ouvrage primé, un billet de train pour rejoindre sa terre natale accompagné d'une lettre où il lui est demandé de ne plus jamais en revenir. En 1919, l'ouvrage choisi, à l'unanimité, est une œuvre collective : le Traité de Versailles.
Par ailleurs, toujours maurrassien et donc proche des cercles politiques qui gravitent autour de L'Action française, Pierre Benoit apporte la même année son soutien au manifeste « Pour un parti de l'intelligence » de Henri Massis.

### Premiers romans et premiers succès

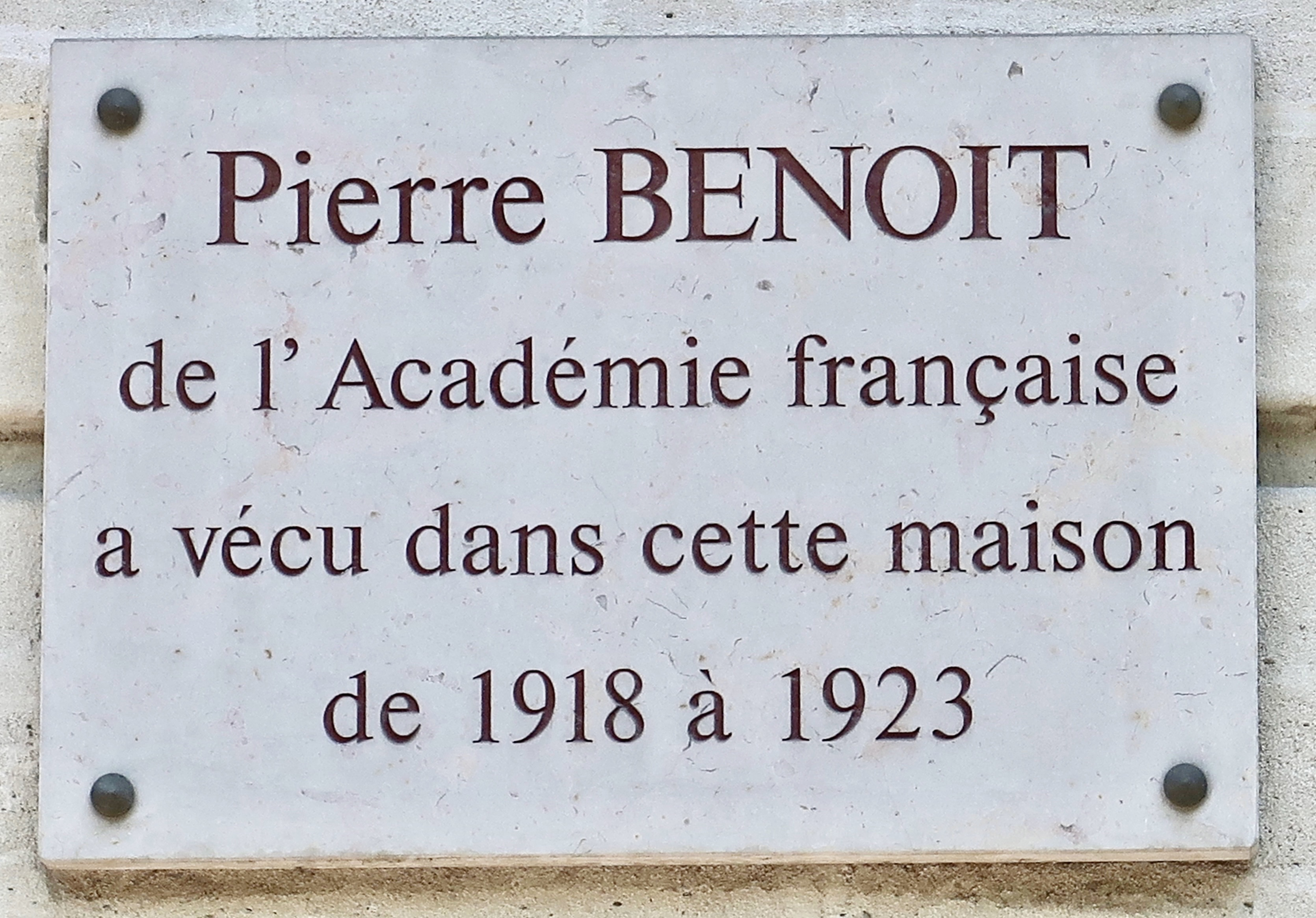
Plaque au 207 boulevard Raspail (14e arrondissement de Paris), où il vit de 1918 à 1923.

À ce moment, Pierre Benoit n'est plus seulement le poète néo-romantique qu'il était avant la guerre : il a fait une entrée remarquée dans le monde des romanciers en vogue, avec Kœnigsmark (1918), dont le succès public est considérable, et qui manque de peu l'obtention du Prix Goncourt (il était soutenu par André Suarès et Léon Daudet). L'Atlantide, publié l'année suivante sur les conseils de Robert de La Vaissière, lecteur chez Albin Michel, est un succès de librairie plus fulgurant encore. L'écrivain catholique Louis Chaigne analysera en 1936 les raisons de l'engouement du public pour ce roman colonial par la conjoncture historique dans laquelle il a paru :
« L'Atlantide est le livre que beaucoup attendaient pour sortir du cauchemar des terribles années vécues dans la boue et sous les obus et pour s'appuyer avec douceur sur des jours plus sereins. »
Soutenu activement par Maurice Barrès, le livre de Pierre Benoit reçoit le Grand prix du roman de l'Académie française pour 1919.
De 1920 à sa mort, et au rythme d'environ un par an, Pierre Benoit publie une quarantaine de romans aux éditions Albin Michel, fidélité qui s'explique par son amitié envers l'éditeur. Il est ainsi le parrain du petit-fils d'Albin Michel, Francis Esmenard, actuel PDG de la maison d'édition. Pierre Benoit s'impose comme le maître du roman d'aventures, bien qu'il ne dédaigne pas d'aborder d'autres domaines romanesques, comme avec Mademoiselle de La Ferté, « la plus littéraire et la plus profonde de ses œuvres », et considérée pour cette raison comme son chef-d'œuvre.

### L'écrivain globe-trotteur

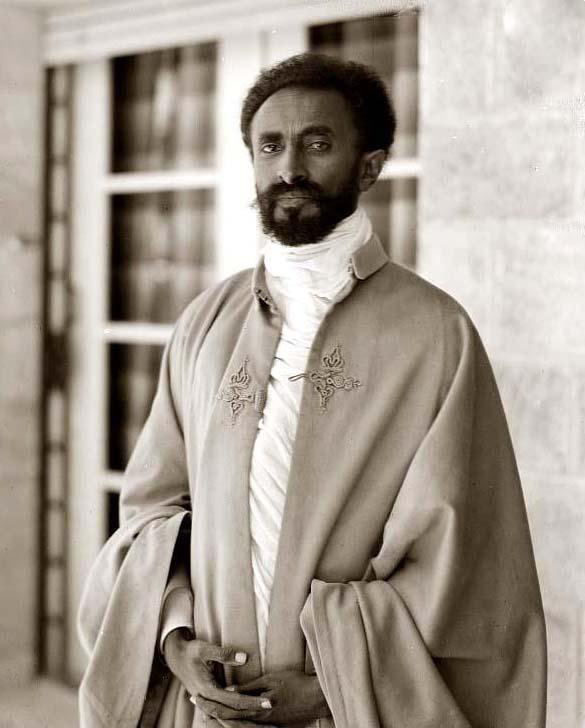
L'empereur d'Éthiopie Haïlé Sélassié Ier, que Pierre Benoit rencontre en 1935 (ici en 1930).

Malgré le succès, Pierre Benoit s'ennuie à son poste de bibliothécaire au ministère de l'Instruction publique et multiplie les frasques : c'est ainsi qu'il organise une course de tortues au Palais-Royal, puis, en 1922, son faux enlèvement par des membres du Sinn Féin (en marge de la publication de La Chaussée des géants), qui, s'il amuse la presse, scandalise une partie de ses amis conservateurs, qui voyaient déjà d'un mauvais œil ses nombreuses aventures galantes.
C'est donc avec enthousiasme qu'il accepte en 1923 la proposition du quotidien Le Journal de se rendre en Turquie en qualité d'envoyé spécial, qui lui donne l'occasion de délaisser la fonction publique et de se libérer de sa compagne de l'époque (Fernande Leferrer). Traversant l'Anatolie en guerre, il va interviewer Mustafa Kémal à Ankara. Il se rend ensuite en Palestine et en Syrie, d'où il apprend avec émotion la mort de Barrès.
De 1923 à 1938, puis de 1947 à 1953, Pierre Benoit exerce, parallèlement à ses activités d'écrivain, le métier de grand reporter pour le compte de plusieurs journaux (France-Soir, L'Intransigeant) , qui l'amène à se rendre en Extrême-Orient et en Iran (1926-1927), en Australie, à Tahiti et aux Antilles (1928), en Tunisie (1931), au Liban (1932), dans l'océan Indien (1933), en Autriche (1938), en Argentine, au Brésil (1950), etc.. À l'occasion de certains de ses déplacements, Benoit rencontre et interviewe des personnalités politiques de premier plan : Hailé Sélassié Ier, puis Benito Mussolini en 1935 (il tente en vain de persuader le leader fasciste de ne pas entreprendre d'envahir l'Éthiopie), Hermann Göring en 1938 (l'interview, au cours de laquelle le dignitaire nazi n'évoque que ses œuvres d'art, ne sera pas publiée.) Après la Seconde Guerre mondiale, il rencontre à deux reprises le dictateur portugais António de Oliveira Salazar, à qui il voue une grande admiration.
Ces nombreux voyages nourriront l'œuvre de Pierre Benoit : tous ses romans, à la seule exception du Lac salé (qui se déroule aux États-Unis), ont pour cadre des pays qu'il a visités. Les reportages qu'il en tire sont également le moyen de défendre, à chaque fois que l'occasion s'en présente, l'Empire colonial de la France, défense qui prend moins la forme d'une apologie de l'aventure coloniale que celle « d'une amitié franco-exotique », et est souvent associée à une solide anglophobie.

### L'Académie, le cinéma et la politique

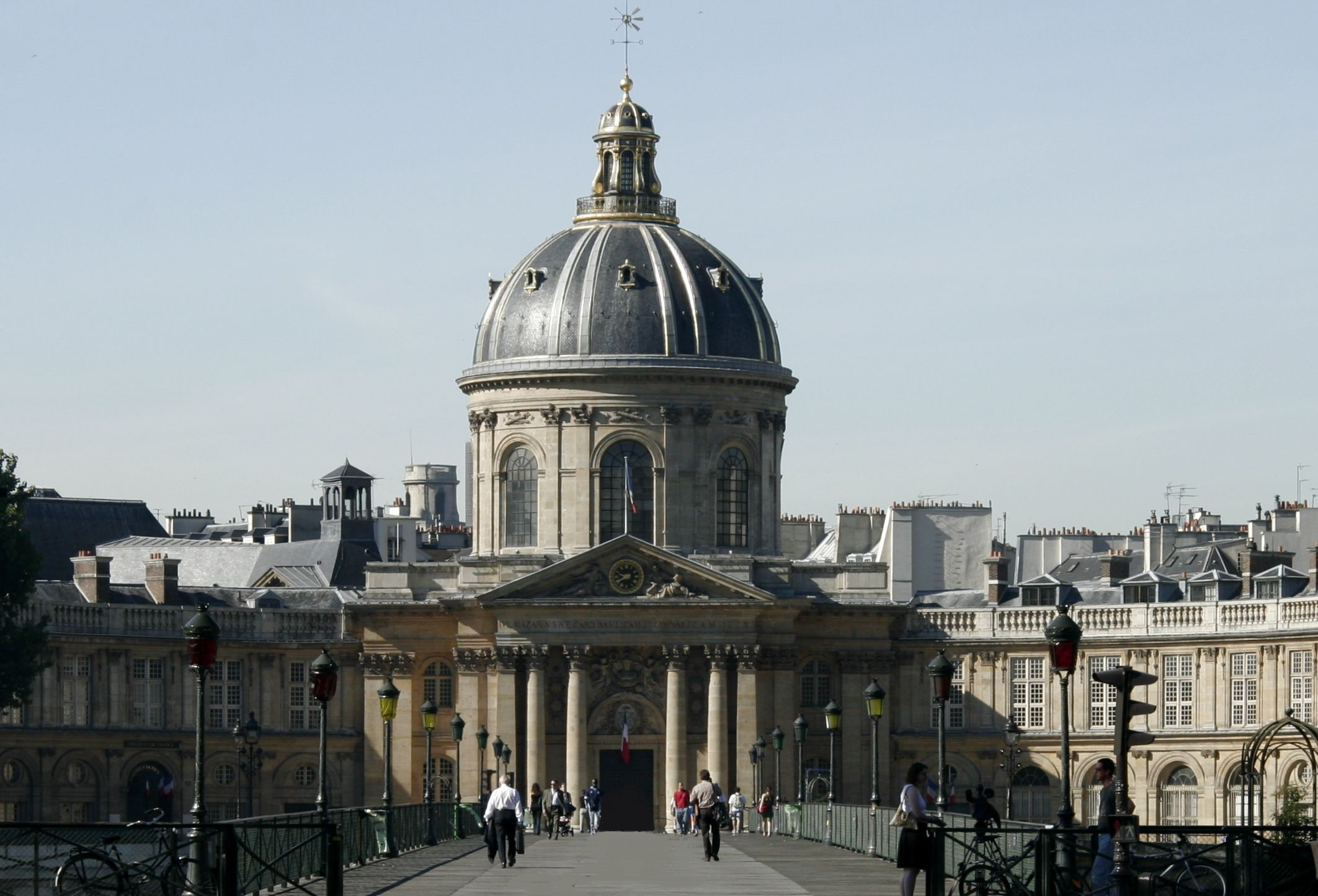
L'Institut de France où siège l'Académie française.

Pierre Benoit devient en 1929 président de la Société des gens de lettres, puis il est élu membre de l'Académie française le 11 juin 1931 par 18 voix au second tour, le même jour que le général Weygand. Lors d'un banquet organisé à l'occasion de la remise de son épée le 27 septembre suivant à Saint-Céré, ville du Quercy découverte grâce à son ami Anatole de Monzie, où, entre deux voyages, il réside depuis 1925 et qui est devenu son pays d'adoption, il prononce ces mots devant ses amis :
« Entre Dax, berceau des miens, Albi où je suis né, Paris… je me suis aperçu que Saint-Céré occupait à peu près le centre du triangle déterminé par ces trois villes. »
Il est reçu à l'Académie le 24 novembre 1932 par Henri de Régnier pour succéder au 6e fauteuil à Ernest Lavisse et à Georges de Porto-Riche, son successeur, qui n'avait lui-même jamais été reçu.
Les années 1930 sont également celles au cours desquelles Pierre Benoit, dont les romans sont adaptés au cinéma depuis le tout début de la décennie précédente (une adaptation de L'Atlantide due à Jacques Feyder est tournée dès 1921), s'intéresse de façon plus régulière au septième art, et collabore à la mise en images de ses œuvres : c'est ainsi qu'il écrit les dialogues de La Châtelaine du Liban (de Jean Epstein, 1933), et le scénario de Boissière (de Fernand Rivers, 1937). Il signe également une adaptation du Tarass Boulba de Gogol (réalisé par Alexis Granowsky en 1936), puis au cours de l'Occupation, celles de deux œuvres de Balzac : Le Colonel Chabert (René Le Henaff, 1943) et Vautrin (Pierre Billon, 1943).
De nombreuses adaptations cinématographiques des romans de Pierre Benoit seront réalisées jusque dans les années 1950, époque à partir de laquelle l'intérêt du public pour l'écrivain académicien commence à faiblir. Plusieurs de celles qui sont réalisées dans les années 1930 sont, conformément aux usages de l'époque, réalisées en deux versions : l'une en français, l'autre en anglais ou en allemand, avec des acteurs différents (à l'exception en règle générale du rôle principal), mais en conservant la même photographie, le même découpage et le même montage : c'est le cas notamment pour L'Atlantide de Georg Wilhelm Pabst (1932), dont il existe une version allemande (Die Herrin von Atlantis), avec dans les deux cas Brigitte Helm dans le rôle d'Antinéa, ou encore du Kœnigsmark de Maurice Tourneur (1935), tourné également dans une version anglaise.
Enfin, au cours de cette même période, Pierre Benoit n'oublie pas ses convictions maurrassiennes et monarchistes : il s'engage en 1936 contre le Front populaire, et est de ceux qui œuvrent à faire élire Maurras à l'Académie française (ce qui est chose faite le 9 juin 1938).
Opposé à l'antisémitisme, il écrit dans les années 1930 dans La Revue Juive parrainée par Einstein et Freud et dirigée par Albert Cohen.

### La guerre et la Libération

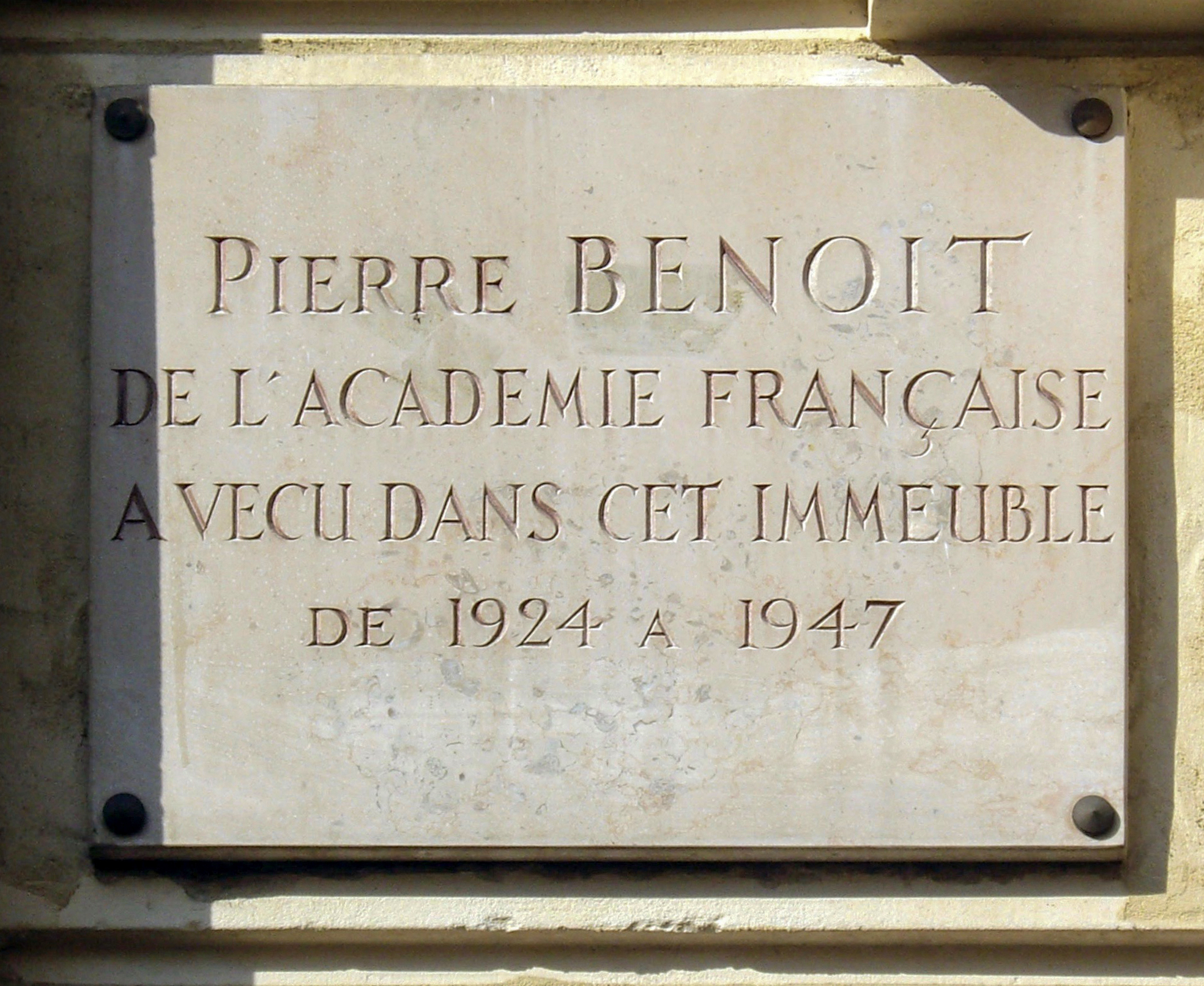
Plaque apposée au no 120 de la rue d'Assas, Paris 6e, où vécut Pierre Benoit de 1924 à 1947.

Pierre Benoit a toujours entretenu des rapports ambivalents avec l'Allemagne, pays qui le « hante depuis [son] enfance. » Dans l'étude qu'il lui a consacrée, l'écrivain flamand Johan Daisne écrit que Benoit incarnait « l'inimitié héréditaire entre l'Allemagne et la France et en [avait] fait une lutte amoureuse. » Témoin de l'Anschluss en 1938 (il est alors à Vienne), l'auteur de Kœnigsmark espère jusqu'au bout une entente franco-allemande.
La défaite de 1940 est pour lui un choc. Partagé entre sa germanophilie traditionnelle et l'effarement que lui procure le régime parlementaire qu'il estime responsable de la débâcle, il ne s'investit pas pour autant dans le soutien au régime de Vichy, dont il voit d'un mauvais œil les compromissions avec l'occupant allemand[réf. nécessaire]. Malgré la sympathie d'ancien combattant qu'il éprouve pour le maréchal Pétain, son confrère à l'Académie française, il refuse en 1941 de prendre la direction de l'Académie française et préfère se retirer sur ses terres du Quercy. Il s'oppose à l'adaptation de ses romans par la Continental-Films.
Cependant, il appartient au Groupe Collaboration, soutien de la collaboration avec l'occupant, et fréquente régulièrement les dîners de l'ambassade d'Allemagne pendant la guerre. Sa sœur Marie-Thérèse (1890-1974) épouse en 1943 Lucien Daudet.
En septembre 1944, il est arrêté pour collaboration et est transféré à Fresnes, avant d'être relâché en avril 1945. Défendu par Maurice Garçon, il est lavé de tout soupçon. Il est toutefois interdit de publication pendant deux ans. Jean Paulhan et Louis Aragon, entre autres, intercèdent en sa faveur et font rayer son nom de la liste noire des écrivains. D'après l'éditeur José Corti, Aragon aurait lui-même rayé le nom de Pierre Benoit des listes d'épuration pour que L'Atlantide puisse paraître en feuilleton dans Ce Soir, le quotidien communiste.
Pierre Benoit est néanmoins profondément blessé par cette épreuve, ayant refusé toute compromission avec le régime de Vichy (notamment le poste de directeur du Théâtre-Français que lui proposait le ministère de l'Éducation nationale en février 1941) ainsi que la traduction et l'adaptation cinématographique en allemand de ses œuvres.
En 1947, Pierre Benoit, « las des aventures tempétueuses, épous[e] une jeune femme de la grande bourgeoisie provinciale, Marcelle Malet (1909-1960), fille de l'homme politique dacquois Eugène Milliès-Lacroix. Il avait connu auparavant des relations amoureuses avec l'actrice Andrée Spinelly et la chanteuse Marie Dubas.

### Les dernières années

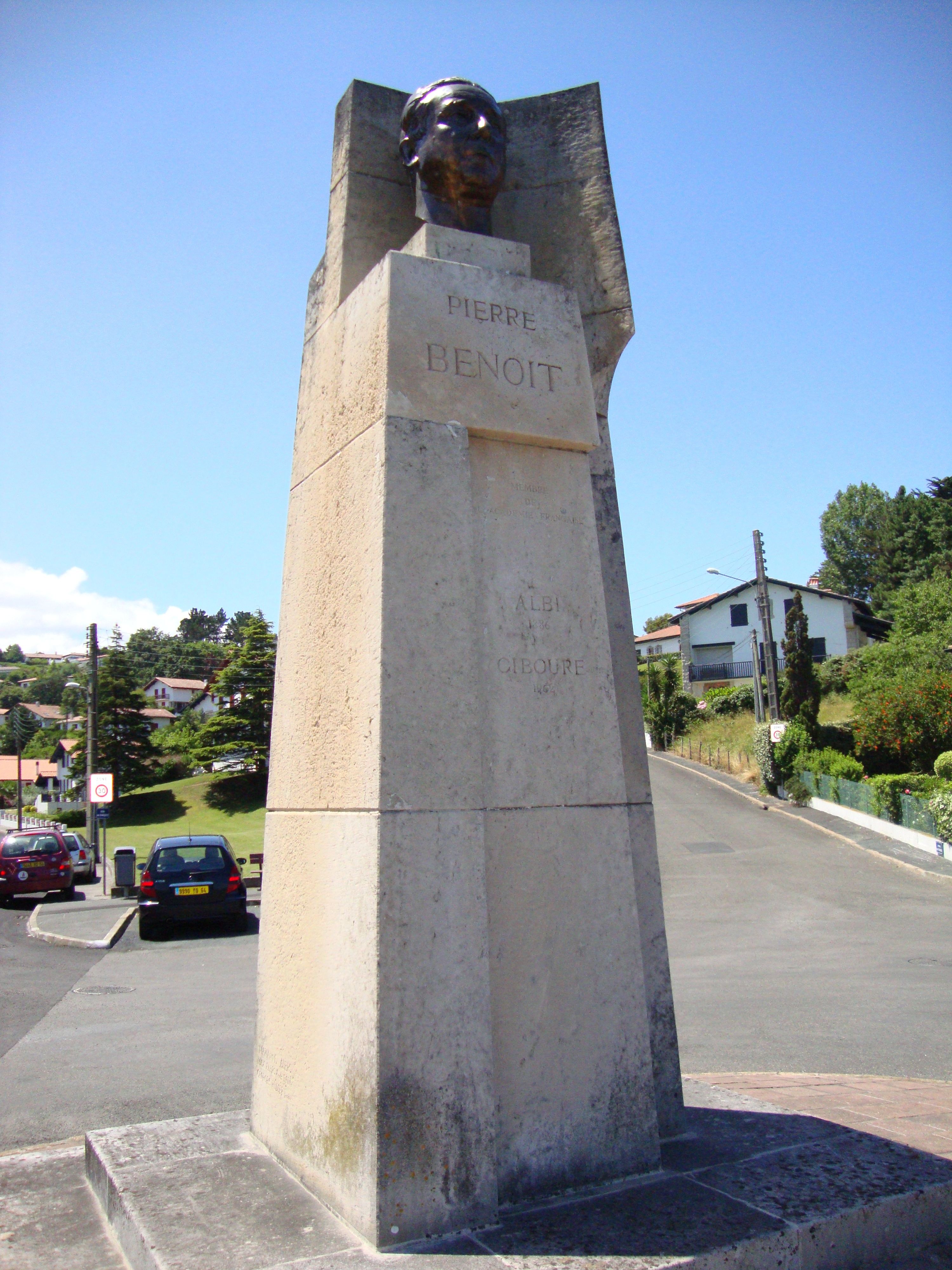
Buste de Pierre Benoit à Ciboure.

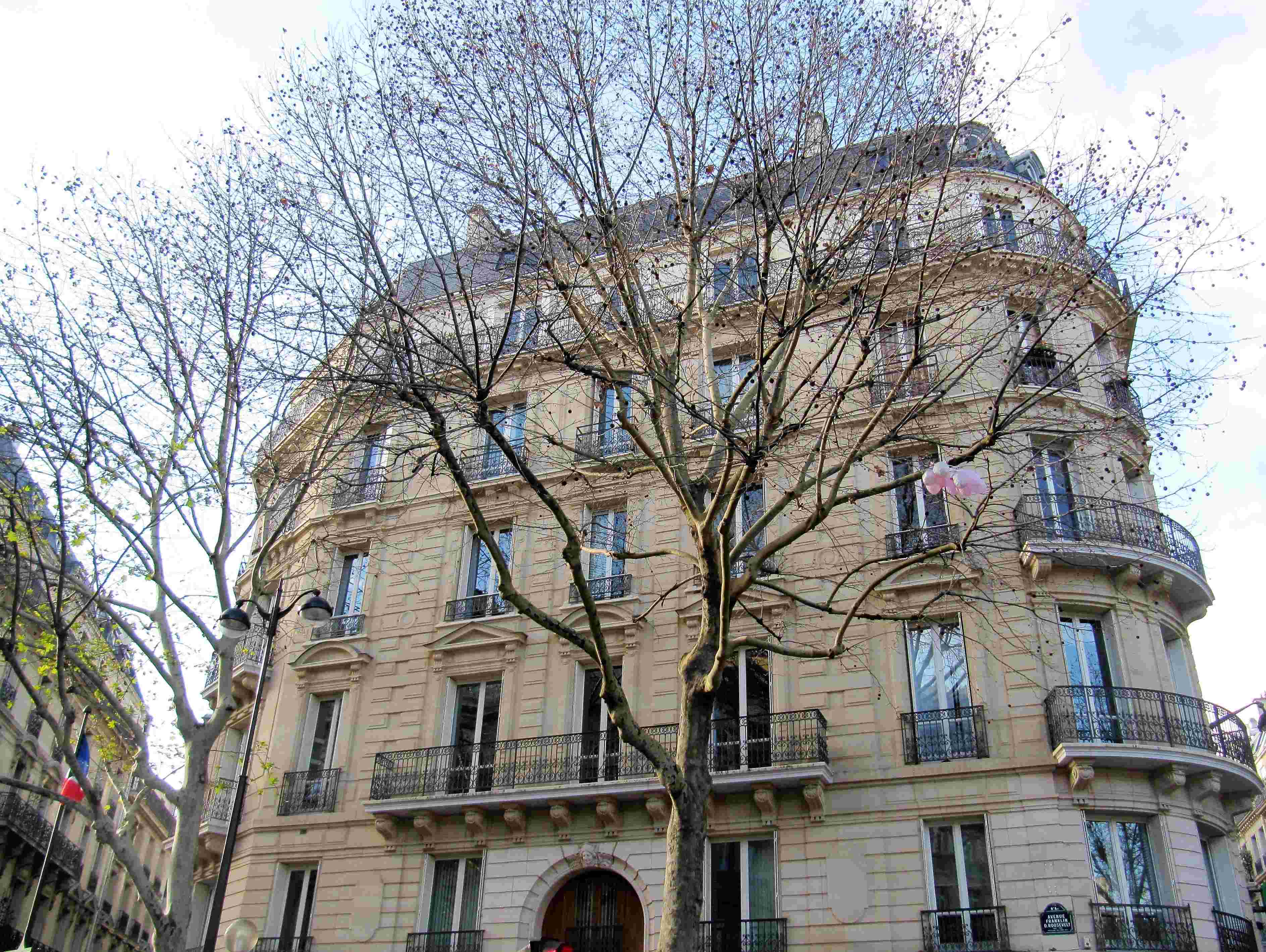
Demeure de l'écrivain avenue Franklin-Roosevelt à Paris.

En 1950, Pierre Benoit fête, au Ritz de Paris, la sortie de son nouveau roman, Les Agriates, qui le fait renouer avec le succès. Signe qu'il est toujours un auteur prisé du public, lorsque la Librairie générale française lance Le Livre de poche en 1953, c'est Kœnigsmark qui est choisi pour inaugurer la nouvelle collection. Quatre ans plus tard, en 1957, Pierre Benoit fête son cinq millionième livre vendu, en même temps que la sortie de son quarantième roman (Montsalvat). La même année sont publiés les entretiens avec Paul Guimard qu'il a donnés à la radio, sous le titre De Kœnigsmark à Montsalvat. Croyant, il est notamment soutenu par la presse catholique. Il demeure au 71 avenue Franklin-D.-Roosevelt, près de l'église Saint-Philippe-du-Roule.
En 1959, Paul Morand, ami de longue date de Pierre Benoit, est pressenti pour intégrer l'Académie française. Mais le général de Gaulle, fait rare dans l'histoire de l'Académie française, prévient de son opposition à l'élection de cet ancien ambassadeur de Vichy si celui-ci était élu. Outré, Benoit démissionne de l'Académie (démission refusée : en effet, « l’Académie ne reconnaît pas la démission de ses membres, le démissionnaire étant seulement autorisé, s’il le souhaite, à ne plus assister aux séances. ») 
Morand sera finalement élu à l'Académie en 1968, avec la non-opposition implicite de De Gaulle, mais bien après la mort de Benoit.
Malade depuis des années, Marcelle, la femme de Pierre Benoit, meurt le 28 mai 1960. Pierre Benoit, accablé, ne parvient pas à se remettre de cette disparition : il écrit un roman à sa mémoire, Les Amours mortes (1961, le dernier livre qu'il ait achevé), avant de mourir à son tour le 3 mars 1962 à Ciboure dans sa villa baptisée Allegria comme l'héroïne de son roman Pour don Carlos. Il était commandeur de la Légion d'honneur.
Sa sœur cadette, Renée Benoit (1902-1994), connue pour ses illustrations, se chargea de conserver les documents et de transformer la maison des cousins de Dax, La Pelouse, en musée.

La sépulture de Pierre Benoit se trouve au cimetière de Socoa, dit « cimetière marin » à Ciboure, dominant la baie de Saint-Jean-de-Luz. Son ami Marcel Pagnol lit un discours d'hommage au nom de l'Académie française lors de ses funérailles. Sur sa tombe, Pierre Benoit a fait graver, à côté d’un petit réceptacle sculpté dans la pierre tombale : 

« L’eau de la pluie se rassemble au fond de cette coupe et sert à désaltérer l’oiseau du ciel. »

## L'homme et l'œuvre

### Des convictions politiques et esthétiques conservatrices
Toute sa vie durant, les idées politiques de Pierre Benoit ont été celles d'un homme de droite, nationaliste et conservateur, voire selon Armand Lanoux, « réactionnaire », dont les convictions ont été forgées par trois maîtres à penser : Charles Maurras, Maurice Barrès et Paul Bourget.
Barrès est sans doute celui qui l'aura le plus marqué : Benoit admire en lui l'écrivain et l'idéologue attaché à une certaine image de la grandeur et du rayonnement de la France, exemple qu'il s'efforce de suivre lors de ses nombreux voyages à travers le monde. Néanmoins, il reste fidèle à Maurras, notamment en faisant campagne pour faire élire celui qui avait été son premier maître à penser à l'Académie française à partir de 1937, campagne qui est aussi l'occasion pour Benoit de s'élever avec vigueur contre le Front populaire. Il est également proche de l'Action française maurrassienne, bien qu'il n'en soit pas un militant, et affiche des convictions royalistes (carliste plutôt qu'orléaniste), tout en admirant le régime autoritaire du dictateur António de Oliveira Salazar. Bien qu'il ait également tenu Philippe Pétain en haute estime (allant jusqu'à lui rendre hommage dans un discours prononcé à l'Académie en 1953, lors de l'intronisation du successeur de ce dernier, André François-Poncet), le nationalisme de Benoit, fortement teinté d'antigermanisme, le préserve de toute velléité de collaboration, et il refusera toute compromission avec le régime de Vichy.
Homme d'ordre, épris d'une conception hiérarchique de la société, indifférent face aux bouleversements techniques de la modernité et plus ou moins hostile aux bouleversements sociaux et politiques qu'ils entraînent, Pierre Benoit est également très attaché au rayonnement de la France à travers le monde, notamment par l'intermédiaire de son empire, qu'il défend moins en tant que lieu de l'aventure coloniale que comme celui de « l'amitié franco-exotique ».
Enfin, il est un catholique à qui tout ce qui est antichrétien « faisait horreur ».
Les convictions politiques de Pierre Benoit transparaissent surtout dans ses écrits journalistiques et dans ses contes et nouvelles, beaucoup plus discrètement dans ses romans, qui témoignent cependant de son attachement « aux valeurs traditionnelles, à la famille, à la terre, à la nation ». L'esthétique dont se réclame Benoit est elle aussi conservatrice, lui qui se dit influencé par l'œuvre de Paul Bourget et dont l'art puise selon Léon Daudet sa force dans sa capacité à arracher « pendant deux ou trois heures [le lecteur] à ses préoccupations personnelles par la substitution vigoureuse d'événements survenus à autrui » : une littérature d'évasion, qui se tient éloignée des recherches formelles d'autres romanciers de la même période (Proust, Joyce, Céline…).
Dans les années 1920-1930, l'homme n'a pourtant pas toujours bonne presse dans les milieux conservateurs (surtout dans les milieux conservateurs catholiques) : ses frasques et ses aventures galantes, abondamment commentées dans la presse, entretiennent autour du personnage une atmosphère de scandale (qui cesse au moment de son mariage). C'est ainsi que lors de son voyage au Japon il se voit refuser une audience auprès de l'ambassadeur de France à Tokyo. Paul Claudel avait en effet été choqué d'apprendre qu'il était accompagné d'une « aventurière » avec laquelle il avait noué une liaison à Hong Kong.

Qui plus est, l'érotisme sous-jacent dans ses romans est très mal vu dans les cercles catholiques. Le directeur de la Revue de Paris lui écrit à ce propos en 1923 que : 

« si [son] désir est toujours de devenir l'un des [leurs] », il devra pour ses récits futurs « choisir un sujet où il ne puisse rien y avoir de scabreux. »

### Les héroïnes de Pierre Benoit
On a souvent relevé comme signe particulier des romans de Pierre Benoit le fait que toutes leurs héroïnes portent un prénom qui commence par la lettre « A » (ce dont se « souviendra » Georges Perec dans son recueil de souvenirs, sans trop se montrer convaincu par le procédé) : Aurore (Kœnigsmark), Antinéa (L'Atlantide), Allegria (Pour don Carlos), Agar (Le Puits de Jacob), Anne  (Mademoiselle de La Ferté), etc. Plusieurs théories ont été avancées pour expliquer cette constance (notamment le fait qu'il s'agirait d'une sorte d'hommage à Albi, ville natale de l'auteur.) L'intéressé a quant à lui précisé qu'il s'agissait au départ (pour les quatre premiers romans) d'un simple hasard, qu'il s'est ensuite plu à continuer volontairement, afin de montrer à ses détracteurs, qui l'accusaient de manquer d'imagination, que justement il n'en manquait pas. Aucune d'entre elles en tout cas n'est inspirée de personnes réelles qu'a connues Pierre Benoit, excepté Alcmène, l'héroïne des Amours mortes (1961), évocation de la propre épouse de Benoit, qui venait de mourir. Certaines héroïnes sont pourtant librement inspirées de personnages historiques, telle Athelstane, La Châtelaine du Liban, librement inspirée d'Esther Stanhope.
Quoi qu'il en soit, dans son œuvre romanesque, Benoit a créé un type nouveau d'héroïne, dont on a pu dire qu'il constitue son apport original à la littérature française. Lui-même qualifiait de « bacchantes » ou d'« amazones » ces femmes troublantes, qui hypnotisent les personnages masculins qui leur sont opposés par le romancier, et qui les poussent au crime et/ou à leur perte : Antinéa étant le parangon de ces femmes fatales, qui troubla les sens du capitaine Saint-Avit… ainsi que ceux de nombreux lecteurs adolescents de L'Atlantide.
Toutes ces héroïnes en A ne présentent pourtant pas ces caractéristiques : certaines d'entre elles, plus tendres et plus sentimentales, sont, au contraire des précédentes, les victimes de leur entourage masculin : telle Annabel Lee qui, dans Le Lac salé, devient l'esclave d'un ménage mormon.
Mais ce type d'héroïnes, sans être marginal, n'est pas le plus représentatif des personnages féminins de Pierre Benoit, qui semble bien plutôt avoir eu à cœur de placer au centre de ses récits des figures « dont les traits matérialisent ses propres rêves. Sous les traits de ces créatures imaginaires, il a voulu représenter toute l'admiration qu'il portait au sexe féminin […] Le plus souvent impérieuses, dominatrices, orgueilleuses, douées d'un grand sang-froid, d'une maîtrise à toute épreuve, les héroïnes en A règnent sans partage sur la foule des hommes. »
Une certaine unité de l'œuvre de Pierre Benoit ressort d'une trame romanesque commune à beaucoup de ses romans et reposant sur un classique choix cornélien entre l'amour et le devoir (devoir sentimental, professionnel, patriotique…). Une certaine unité fonctionnelle peut exister à travers l'amitié entre plusieurs héros de l'œuvre comme le laisse également supposer une phrase tirée du Roi Lépreux (1927) : citant les amis de Gaspard Hauser et Raphaël Saint-Sornin, Pierre Benoit cite « François Gérard, Ribeyre, Surville, Mouton-Massé, Vignerte, Dumaine et les autres ». Or ces noms se retrouvent dans d'autres romans antérieurs ou postérieurs de Pierre Benoit : le jeune professeur Raoul Vignerte est ainsi le héros de Kœnigsmark (1918) (dans lequel se trouverait aussi cité un Ribeyre) ; l'employé François Gérard celui de La Chaussée des Géants (1922) ; l'ingénieur Dumaine est le héros d'Axelle (1928).

### Un romancier de l'exotisme
Les romans du grand voyageur qu'était Pierre Benoit eurent souvent pour cadre des pays étrangers, voire exotiques pour les lecteurs de son époque : L'Atlantide (1919), l'Algérie ; Le Lac salé (1921), les États-Unis ; La Chaussée des géants (1922), l'Irlande ; La Châtelaine du Liban (1924), la Syrie ; Le Puits de Jacob (1925), la Palestine ; Le Roi lépreux (1927), Angkor; Axelle (1928), la Prusse ; Erromango (1929), les Nouvelles-Hébrides, etc. Tous, à l'exception du Lac salé et de l'Irlande de La Chaussée des géants, mettent en scène des lieux sur lesquels Pierre Benoit s'est rendu.
Mais Mademoiselle de La Ferté (1923), que certains considèrent comme son chef-d'œuvre, Alberte (1926), et quelques autres titres, empruntent leur pittoresque à des cadres moins lointains.

## Décorations
- Commandeur de la Légion d'honneur
- Officier de l'ordre du Mérite saharien (1960)[77]

## Publications

### Romans
À l'exception de Kœnigsmark, paru d'abord chez Émile-Paul Frères, tous les romans de Pierre Benoit ont été publiés aux éditions Albin Michel (certains d'entre eux ont fait l'objet d'une prépublication dans des journaux et des revues).
- Kœnigsmark (1918)
- L'Atlantide (1919)
- Pour don Carlos (1920)
- Le Lac salé (1921)
- La Chaussée des géants (1922)
- Mademoiselle de La Ferté (1923)
- Le Roman des quatre (1923), écrit en collaboration avec Paul Bourget, Henri Duvernois et Gérard d'Houville.
- La Châtelaine du Liban (1924)
- Le Puits de Jacob (1925)
- Le roman des quatre: Micheline et l'amour (1926),  écrit en collaboration avec Paul Bourget, Henri Duvernois et Gérard d'Houville
- Alberte (1926)
- Le Roi lépreux (1927)
- Axelle (1928)
- Erromango (1929)
- Le Soleil de minuit (1930)
- Le Déjeuner de Sousceyrac (1931)
- L'Île verte (1932)
- Fort-de-France (1933)
- Cavalier 6 (1933), (suivi de L'Oublié, écrit en 1922)
- Monsieur de la Ferté (1934)
- Boissière (1935)
- La Dame de l'Ouest (1936)
- Saint-Jean d'Acre (1936), (suivi de La Ronde de nuit)
- L'Homme qui était trop grand (1936), en collaboration avec Claude Farrère
- Les Compagnons d'Ulysse (1937)
- Bethsabée (1938)
- Notre-Dame-de-Tortose (1939)
- Les Environs d'Aden (en) (1940)
- Le Désert de Gobi (1941)
- Lunegarde (1942)
- Seigneur, j'ai tout prévu… (1943)
- L'Oiseau des ruines (1947)
- Jamrose (1948)
- Aïno (1948)
- Le Casino de Barbazan (1949)
- Les Plaisirs du voyage (1950)
- Les Agriates (1950)
- Le Prêtre Jean (1952)
- La Toison d'or (1953)
- Villeperdue (1954)
- Feux d'artifice à Zanzibar (1955)
- Fabrice (1956)
- Montsalvat (1957)
- La Sainte Vehme (1958), illustré par Jean Dries
- Flamarens (1959)
- Le Commandeur (1960)
- Les Amours mortes (1961)
- Aréthuse (1963), roman posthume et inachevé.

### Poésie
- Diadumène 1914
- Les Suppliantes 1920.

### Préfacier
- Préface du roman Les Hommes préfèrent les blondes de Anita Loos, Gallimard, 1949.

### Scénariste
- Tarass Boulba 1936
- Boissière, d'après son propre roman 1937
- Le Colonel Chabert (1943)
- Vautrin 1944.

### Divers
- La Surprenante Aventure du baron de Pradeyles (nouvelle) 1921
- Les Guerres d'enfer et l'avenir de l'intelligence (essai) Au Pigeonnier, Saint-Félicien-en-Vivarais 1925
- L'auto, collection L'Homme à la page, La Nouvelle Société d'Édition, 1929
- Fauteuil XX, Henry Bordeaux, dans la Collection Les Quarante, Félix Alcan, 1931
- Océanie française (récit de voyage) 1933
- Les Cinq Plaisirs de l'homme cultivé (nouvelles) 1935
- Le Jour du Grand Prix (histoire courte) 1936
- Les deux portraits (histoire courte) 1936
- Le Pays Basque, Collection Merveilles de la France et du Monde, Fernand Nathan, 1954
- Sacha Guitry, Pierre Benoit, André Maurois, Edmond Heuzé, Fernand Crommelynck et Jean Cocteau, Maurice Utrillo V, ouvrage enrichi de lithographies originales de Maurice Utrillo, Suzanne Valadon et Lucie Valore (atelier Fernand Mourlot), Joseph Foret, Paris, 1956.
- De Kœnigsmark à Montsalvat, quarante années, quarante romans, entretiens avec Paul Guimard, Albin Michel, 1958
- Toute la Terre (souvenirs de voyages, publication posthume) Albin Michel, 1988.

## Adaptations cinématographiques
L'œuvre de Pierre Benoit a donné lieu à de nombreuses adaptations cinématographiques, parmi lesquelles :
- L'Atlantide de Jacques Feyder (1921)
- Kœnigsmark de Léonce Perret (1923)
- Le Puits de Jacob d'Edward José (1925)
- La Chaussée des géants de Robert Boudrioz et Jean Durand (1926)
- La Châtelaine du Liban de Marco de Gastyne (1926)
- Au pays du roi lépreux de Jacques Feyder (1927)[78]
- L'Atlantide de Georg Wilhelm Pabst (1932)
- Surrender de William K. Howard (1931), adaptation d'Axelle
- Les Nuits moscovites de Alexis Granowsky (1934)
- La Châtelaine du Liban de Jean Epstein (1934)
- Kœnigsmark de Maurice Tourneur (1935)
- Boissière de Fernand Rivers (1937)
- Le Soleil de minuit de Bernard Roland (1943)
- Lunegarde de Marc Allégret (1946)
- Bethsabée de Léonide Moguy (1947)
- Mademoiselle de La Ferté de Roger Dallier (1949)
- Kœnigsmark de Solange Térac (1953)
- La Châtelaine du Liban de Richard Pottier (1956)
- L'Atlantide de Jean Kerchbron (1972)
- L'Atlantide de Giuseppe Masini, Edgar G. Ulmer et Frank Borzage (1961)
- L'Atlantide de Bob Swaim (1992).

## Opéra
- L'Atlantide de Henri Tomasi (1954)
- Koenigsmark de Marc Berthomieu.

## Exofiction
Pierre Benoit apparaît dans des romans policiers historiques appartenant au genre de l'exofiction. Il y tient le rôle d'un enquêteur officieux amené à résoudre des enquêtes criminelles aux côtés des policiers de la Brigade Spéciale. Son personnage romanesque y porte indifféremment le nom de Pierre Benoit ou de Ferdinand Fraisse (« Ferdinand » est à l'état-civil le troisième prénom de Pierre Benoit — qui s'appelle Pierre, Marie, Ferdinand — tandis que « Fraisse » est le nom de jeune fille de sa mère Claire-Eugénie).

### Liste des romans où Pierre Benoit apparait comme un personnage d'exofiction
- Derrière les lignes[79] (AlterPublishing, 2017 -  (ISBN 978-1547279333)) - En 1924, un tueur en série ensanglante Paris par des crimes qui ont tous en commun de s'inspirer de l'univers des romans de Pierre Benoit.
- Une Belle pour le Soliloque (AlterPublishing, 2018 -  (ISBN 978-1731445100) - En 1927, un meurtre apparemment banal conduit Pierre Benoit à enquêter à Montparnasse et au bagne de Guyane.
- Code Ancolie (AlterPublishing, 2020 -  (ISBN 979-8631649026) - En 1928, des écrivains sont assassinés, qui étaient tous candidats à la présidence de la Société des Gens de Lettres. Afin d'éclaircir le mystère, le romancier Pierre Benoit va lui-même se présenter aux suffrages de cette institution.